# Sender Sinsheim
Der Fernmeldeturm Sinsheim ist eine Sendeanlage zur Ausstrahlung von Hörfunksignalen.
Er befindet sich etwa zwei Kilometer südwestlich der Sinsheimer Innenstadt in unmittelbarer Nähe zur Bundesautobahn 6.
Von hier werden die Stadt Sinsheim sowie umliegende Gebiete mit dem Rundfunkprogramm big FM versorgt.

## Frequenzen und Programme

### Analoger Hörfunk (UKW)
Beim Antennendiagramm sind im Falle gerichteter Strahlung die Hauptstrahlrichtungen in Grad angegeben.
| Frequenz (MHz) | Programm | RDS PS   | RDS PI               | Regionalisierung  | ERP (kW) | Antennendiagramm rund (ND)/gerichtet (D) | Polarisation horizontal (H)/vertikal (V) |
| -------------- | -------- | -------- | -------------------- | ----------------- | -------- | ---------------------------------------- | ---------------------------------------- |
| 97,2           | bigFM    | _bigFM__ | D8A9 (regional) D3A9 | Baden-Württemberg | 0,5      | D (70–130°, 270–320°)                    | H                                        |